# Dobra polana
Dobra polana (bułg. Добра поляна) – wieś w Bułgarii, w obwodzie Burgas, w gminie Ruen. W 2023 roku liczyła 751 mieszkańców.